# Mühldorf am Inn
Mühldorf (eller: Mühldorf a. Inn) er administrationsby (kreisstadt) i Landkreis Mühldorf am Inn iden østlige del af regierungsbezirk Oberbayern i den tyske delstat Bayern. Byen har ca. 17.685 indbyggere (2006).

## Geografi
Mühldorf ligger på den nordlige side af en slyngning af floden Inn.
Mühldorf ligger i region Sydøstoberbayern i Bayerisches Alpenvorland cirka halvejs mellem München og Passau. Mod nord løber floden Isen, og mellem de to floder løber Innkanal gennem hele byens område, fra øst til vest.

### Inddeling
I Mühldorf ligger bydelene Altmühldorf, Ecksberg, Hart und Mößling. Med et areal på 29,42 km² er kommunen cirka seks kilometer fra øst til vest, og cirka 5,5 Kilometer fra nord til syd.

## Historie
Mühldorf var helt tilbage til 798 en enklave af Ærkestiftet Salzburg, men blev indlemmet i Bayern i 1802.
I 1943 etablerede nazisterne et satellitområde for koncentrationslejren Dachau.